# Sorhoanus vilbastei
Sorhoanus vilbastei är en insektsart som beskrevs av Irena Dworakowska 1973. Sorhoanus vilbastei ingår i släktet Sorhoanus och familjen dvärgstritar. Inga underarter finns listade i Catalogue of Life.